# Piazzaforte
Una piazzaforte è una struttura difensiva altamente fortificata spesso sede di guarnigioni militari.

## Storia
Uno dei primi esempi in Europa è costituito dagli Hill fort dei Celti, grandi strutture realizzate con pali in legno e costruite sulla sommità di una collina. Durante il periodo medioevale, in Europa, il castello fu il più tipico esempio di piazzaforte oltre ad essere la residenza del sovrano o del signore del luogo. La piazzaforte era vista come un villaggio fortificato sopra un colle,  con la torre di controllo in pietra, detta durante i Longobardi  "dongione", mentre il resto delle mura poteva essere in legno insieme alle case, e il terreno intorno scavato a fossato

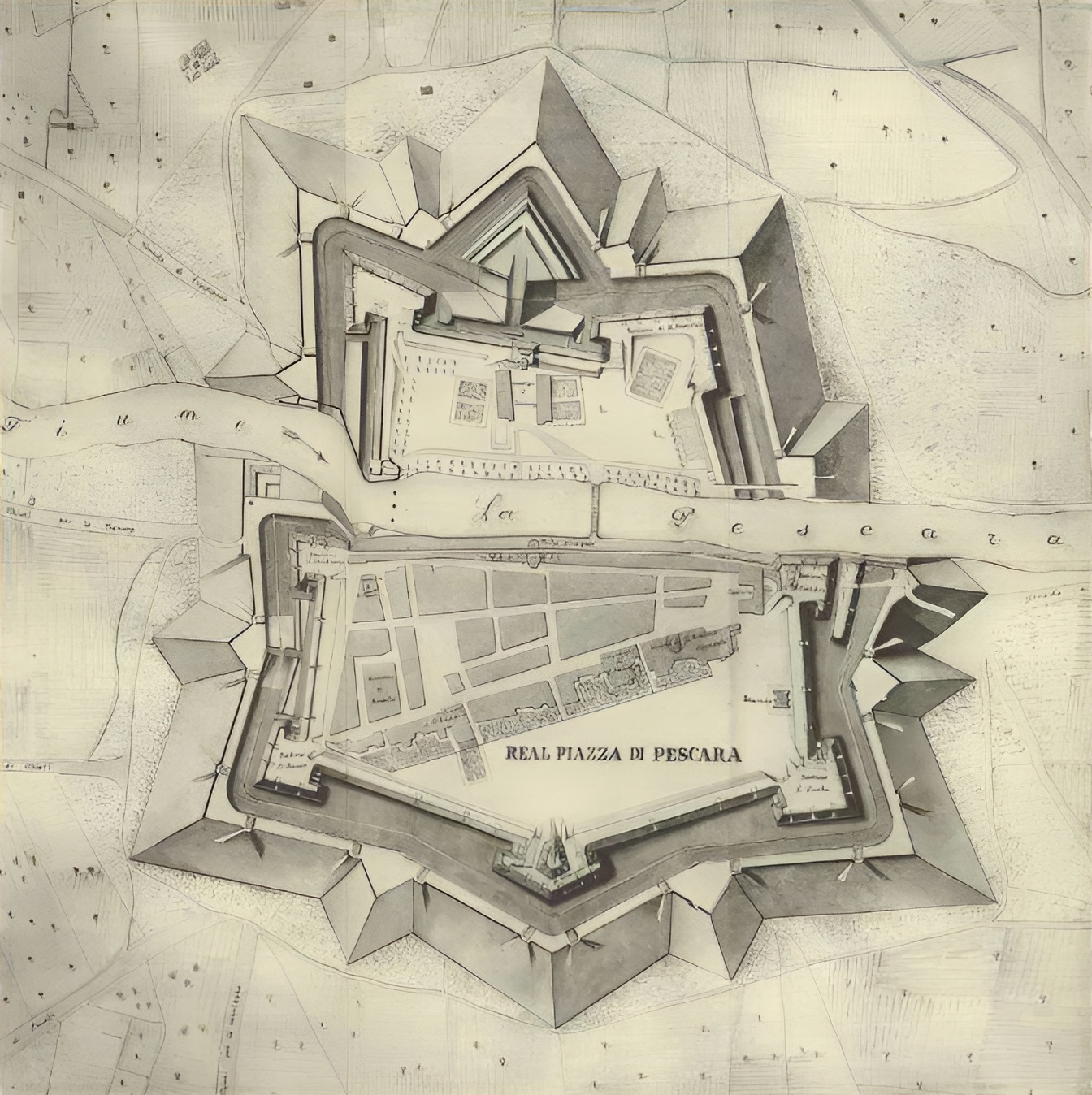
Disegno dell'antica Fortezza di Pescara, una delle più grandi piazzaforti dell'Abruzzo.

Con i Normanni e gli Svevi, i Plantageneti ecc..(citazioni?).si usò molto di più la pietra per fortificate i borghi e le città. La piazzaforte, solitamente situata nelle valli o presso le città attraversate da fiumi, ebbe un nuovo sviluppo nel XV-XVII secolo. In Italia ad esempio, nel Regno di Napoli, la piazzaforte moderna comparve nelle città, quando al governo salirono i viceré di Spagna.
Le nuove tecniche militari imposero una vasta struttura muraria, geometricamente concepita, con agli angoli dei robusti bastioni lanceolati.
L’importante porto atlantico di La Rochelle è un esempio di piazzaforte (ugonotta) del XVII secolo
La linea Maginot, è invece un esempio di piazzaforte del XX secolo.